# 保加利亞的伊芙多基婭
保加利亞的伊芙多基婭（1898年1月5日—1985年10月4日），保加利亞沙皇斐迪南一世的長女，鮑里斯三世的妹妹。
保加利亞在第二次世界大戰結束後成為社會主義國家。末代沙皇、伊芙多基婭的姪子西美昂二世先後流亡埃及與西班牙，伊芙多基婭則移居西德。
伊芙多基婭於1985年去世，享年87歲。